# 長谷川藤太郎
長谷川 藤太郎（はせがわ とうたろう、1877年（明治10年）5月2日 - 1947年（昭和22年）9月22日）は、日本の起業家。1903年に、長谷川香料の前身である長谷川藤太郎商店を創業した。

## 来歴
藤太郎は1877年（明治10年）5月2日、東京の下谷竹町の呉服商、長谷川藤七の長男として生まれる。小学校を卒業すると、丁稚見習いとして父の外商に同行した。藤太郎は香粧品に関心を持つようになり、日本橋に出た折には芳香原料商の松沢商店の店先を覗いた。1891年（明治24年）、藤太郎は14歳の時に松沢商店に丁稚奉公に入る。父親からの反対もあったが、家業は藤太郎の姉が婿養子をとり、継ぐことで許しを得た。1891年頃の松沢商店は、芳香原料の輸入だけでなく香水や石鹸の製造も行っており、藤太郎をはじめ丁稚たちは石鹸の製造も、営業や商品の配達も、石鹸に使う香料の調香もするという状況であった。口下手な藤太郎は、営業トークで呉服を商う仕事より、調香の仕事の方が自らに向いていると感じていた。
藤太郎は12年の長い丁稚奉公ののち、独立する時期に来ていた。主人の松沢常吉に香料専門店を開きたいと相談したところ、「それも面白いかもしれない」と賛同してくれた。1903年（明治36年）5月1日、日本橋本石町に「長谷川藤太郎商店」創業。1年ほどのちに日本橋小伝馬町に移り、1910年からは日本橋区本銀町で営業した。社名に「香料」の文字を入れなかったのは、当時はまだ香料という単語が一般的でなく、芳香の呼び名の方が一般的であった。1907年に東京香料商組合が設立されると、それ以降に創業した企業は「香料店」の店名を持つようになった。第一次世界大戦により香料原料の輸入が困難になると、原料の自給化や合成香料に進出する同業者も増えたが、長谷川藤太郎商店は輸入香料を仕入れて調香し、販売する商人に徹した。1918年9月19日、三男の正三が誕生。二人いた兄はすでに幼くして亡くなっており、正三は大切に育てられた。
1923年9月1日、関東大震災発生。長谷川藤太郎商店は倒壊を免れたものの類焼により焼失した。需要家の要望に応じるため用意していた多品種の原料を失っただけでなく、横浜港の保税倉庫に保管されていた5千円相当の原料まで焼失したと知らされ、病弱な正三のためにも藤太郎は事業をたたむことを考えた。ある日、上野近くの焼け跡の井戸で水を分けてもらおうと主婦に声をかけると、白粉の匂いを感じた。身の回りの衣類を焼失しても化粧を欠かさなかった女性の姿に、香料商を再建しようと決意した。
1925年、藤太郎は東京香料商組合の第3代組合長に就任。大阪香料商組合との親睦を図った。
藤太郎が組合長に就任する前年。濱口雄幸大蔵大臣は贅沢品であるとして香料に十割の関税を課すことを決めた。藤太郎は業界紙『小間物化粧品商報』記者の日南田慶富をブレーンとして関税引き下げ交渉に臨む。その結果、シトロネラ油やゼラニウム油など25品種は無税、酢酸リナリルやイオノンなど合成香料6種は2割の課税に引き下げることに成功したが、調合香料については政府は譲らなかった。長谷川藤太郎商店の事業としては、香粧品メーカーや製菓会社との取引が主であったが、龍角散本舗や救命丸本舗との取引もあった。龍角散は長谷川藤太郎商店から納入したフレーバーを小分けして、近隣の製菓業者や菓子問屋に販売していた。救命丸には天然の麝香を卸していた。1937年、藤太郎は健康上の理由から組合長を退任。公的な仕事から解放され、調香室で高級香粧品の調香に打ち込む時間が増えた。1941年、藤太郎は原因不明の病に倒れる。方向感覚を失い、歩行が困難になった。医師は脳溢血と診断したが、その症状からパーキンソン病とも考えられた。この時から、息子の正三が会社を継ぐことになる。ある日、番頭が店を譲ってくれないかと正三に持ち掛けた。香料のことを何も知らない自分が番頭に馬鹿にされたと感じた正三は、これを断り独学で香料の勉強を始めた。
1945年2月25日、空襲で長谷川藤太郎商店は全焼する。正三は、偶然街で出会った慶應高等部の同級生の林良四郎に、香料商から総合香料メーカーへの事業発展の構想を熱く語った。1945年11月、呉服橋近くのビルの一室を借り、正三と林、アルバイトの青年、経理の女性の4人で再出発した。
1947年（昭和22年）9月22日、藤太郎は鎌倉市の自宅で死去した。享年70。鎌倉での密葬のあと、菩提寺である東京・日暮里の善性寺で本葬が行われた。

## 長谷川香料
藤太郎が亡くなった翌年の1948年12月、事業を法人組織に改め「株式会社長谷川藤太郎商店」発足。1961年12月には新会社「長谷川香料株式会社」を設立し、長谷川藤太郎商店の業務を引き継いだ。株式会社長谷川藤太郎商店は2022年現在も法人として現存し、長谷川香料の筆頭株主である。戦後に会社再出発を支えた林はのちに長谷川香料の会長を務め、2021年に100歳で亡くなった。
長谷川香料の英文社名は「T. HASEGAWA CO., LTD.」で、藤太郎のイニシャルから採られている。同社のトレードマークは香料原料の蒸留に使われるランビキと呼ばれる装置をモチーフにしており、ここにも藤太郎のイニシャル「T.H」が刻まれている。制定時期は不詳であるが、長谷川藤太郎商店創業初期と推測される。日本で主に使われるものとは形状が異なり、洋書などを参考にしたと考えられる。